# Имидазолилэтанамид пентандиовой кислоты
Имидазолилэтанамид пентандиовой кислоты — вещество, на основе которого созданы российские лекарственные средства с недоказанной эффективностью.
Препараты распространены в России под торговыми названиями:
- «Дикарбамин» (позиционировался в России как стимулятор кроветворения),
- «Ингавирин» (позиционируется в России как противовирусный препарат)[1]➤
- «Ингамин» (англ. Ingamine)[2]
- «Витавирин»[3].

Эффективность вещества не подтверждена независимыми клиническими исследованиями, соответствующими современным стандартам доказательной медицины: отсутствуют двойные слепые рандомизированные и плацебоконтролируемые исследования с достаточным количеством участников и публикации результатов в научных журналах с высоким импакт-фактором.
Препаратов нет в рекомендациях Всемирной организации здравоохранения для лечения каких-либо заболеваний. Лекарства на его основе распространены в России и некоторых других странах бывшего СССР. В странах ЕС и в США препарат и лекарства на его основе не зарегистрированы
У него отсутствует прямое вирусспецифическое действие. Интерфероногенными свойствами он также не обладает. Согласно докладу Д. Н. Дугина на заседании Высшей Школы Терапии Московского Городского Научного Общества Терапевтов 2016 года эффективность препарата не доказана.

## Описание
Представляет собой порошок. Выпускается в полиэтиленовых пакетах.
«Дикарбамин» позиционировался производителем как стимулятор лейкопоэза при химиотерапии — применялся в российской онкологии для стимуляции кроветворения. В 2014 г. препарат был исключён из реестра лекарственных средств РФ по заявлению производителя, выпуск прекращён.
«Ингавирин» — противовирусный и противовоспалительный препарат для лечения и профилактики гриппа и ОРВИ, внесён в государственный реестр лекарственных средств РФ в 2008 г., включен Минздравом РФ в список ЖНВЛП. Распространён только в России.
У обоих лекарственных средств («Ингавирин» и «Дикарбамин») один производитель — «Валента Фармацевтика». Патентами на «Дикарбамин», «Ингавирин» и «Витаглутам» владеет один и тот же человек — разработчик действующего вещества кандидат химических наук В. Небольсин.
В 2010 году в журнале Esquire появилась статья о том, что «Ингавирин», и «Дикарбамин» не имеют достоверных, научно обоснованных доказательств эффективности в заявленном производителем спектре действия. В инструкциях по их применению были представлены разные фармакодинамические данные, что является обычной практикой в медицине, когда одно действующее вещество входит в состав разных лекарственных препаратов для разных показаний.
По результатам государственной регистрации препараты «Ингавирин» и «Дикарбамин» отнесены к разным фармакологическим группам: «Ингавирин» — к противовирусным средствам, «Дикарбамин» — к группе стимуляторов лейкопоэза.
Соавтор препарата А. Г. Чучалин в 2010 г. утверждал, что «Ингавирин» оказывает прямое противовирусное действие, другие исследователи отмечают отсутствие прямого противовирусного действия.
Витаглутам в течение нескольких лет входил сразу в два разных лекарственных средства с разными показаниями, выпускаемых одним и тем же производителем, что нарушало ФЗ от 12.04.10 № 61-ФЗ «Об обращении лекарственных средств»] (см. гл. 6 ст. 13 ч. 6 п. 2 ФЗ).
Статьи, посвящённые препарату, представлены в международной базе научных публикаций, но большая часть из них написаны в России.

## История
Представители производителя утверждают, что идея создания препарата появилась в начале 1980-х годов.
По словам академика РАН А. Г. Чучалина, член-корреспондент АН СССР Р. П. Евстигнеева в 1960-х г.г. работала над созданием эффективного препарата для лечения аллергии и с этой целью изучала яд калифорнийского моллюска. На основе этой работы группа её учеников, в том числе В. Е. Небольсин, синтезировала новый низкомолекулярный лекарственный препарат с мощным антигистаминным действием, ныне известный как ингавирин. В дальнейшем выяснилось, что препарат действует на рецепторы интерферона, недостаточное функционирование которых — предпосылка к развитию как аллергических, так и вирусных заболеваний. Во время эпидемии атипичной пневмонии А. Г. Чучалин предложил испытать «Ингавирин» против коронавируса и выяснил, что препарат работает против атипичной пневмонии. Рассказ Чучалина фигурировал в интервью многим СМИ, однако сомнения в его достоверности вызывает тот факт, что советский химик Евстигнеева в разгар холодной войны вряд ли могла работать с моллюском, эндемичным для морского шельфа вблизи Лос-Анджелеса, что признал и сам Чучалин.
А. Г. Чучалин сам участвовал в разработке «Ингавирина» и, возможно, является основным автором препарата.
В 2007 году внесён в государственный реестр лекарственных средств РФ. Действующее вещество «Ингавирина» (витаглутам) продавалось в России и до 2008 года под маркой «Дикарбамин» в качестве стимулятора кроветворения у больных, получающих противораковую терапию.
По информации, опубликованной в расследовании Ивана Голунова в журнале Republic в 2013 году, в 2009 г. А. Г. Чучалин утверждал, что «Ингавирин» создан в закрытой подмосковной лаборатории, когда-то занимавшейся разработкой бактериологического оружия и что препарата, равного ему по силе воздействия на вирус гриппа, нет и долго не будет во всём мире.
В 2009 году А. Г. Чучалин лично дал старт бизнес-проекту по внедрению «Ингавирина» в российскую медицину и с тех пор продвигает его благодаря своему авторитету учёного-бессребреника времён расцвета СССР. По информации, опубликованной в расследовании Ивана Голунова в журнале Republic в 2013 году, в том же году академик предложил «Ингавирин» главному санитарному врачу России Геннадию Онищенко для борьбы со свиным гриппом и Онищенко посодействовал его ускоренным клиническим испытаниям и регистрации. Через несколько месяцев после начала продаж «Ингавирин» был рекомендован Минздравом для лечения свиного гриппа. Однако препарат был зарегистрирован ещё в 2008 году, и в том же году вышло исследование, посвящённое эффективности и безопасности «Ингавирина» при лечении больных гриппом, в том числе A(H1N1). В исследовании участвовало всего лишь 105 пациентов: 33 из них получали «Ингавирин», 39 — плацебо, а 33 — арбидол.
В 2010 году на 23 конференции ICAR в Сан-Франциско (США) обсуждалась защитная активность «Ингавирина» против вирусов гриппа типа А.
На заседании Международной рабочей группы ВОЗ по методологии и статистике лекарственных средств (WHO International Working Group for Drug Statistics Methodology) в октябре 2017 г. принято решение о присвоении препарату «Ингавирин» кода АТХ J05AX21 «Прочие противовирусные препараты» (англ. Other antivirals).
В зимние месяцы 2016 г. «Ингавирин» был самым продаваемым лекарством по данным DSM Group.
В 2019 году имидазолилэтанамид пентандиовой кислоты был включён в перечни жизненно необходимых и важнейших лекарственных препаратов для медицинского применения, лекарственных препаратов для медицинского применения, в том числе лекарственных препаратов для медицинского применения, назначаемых по решению врачебных комиссий медицинских организаций, а также в минимальный ассортимент лекарственных препаратов, необходимых для оказания медицинской помощи.
В январе 2020 года в телевизионной рекламе «Ингавирин» был назван лекарством от коронавируса, но спустя короткое время эта фраза из рекламы была убрана. В этом же году Чучалин активно рекомендовал «Ингавирин» для лечения COVID-19. После того, как столкнулся с критикой и был вынужден по неясным причинам покинуть пост председателя Совета по этике при Минздраве РФ, он продолжил осторожно рекламировать его для лечения этой болезни.
Среди противовирусных препаратов аптечного ассортимента «Ингавирин» был самым продаваемым в первые 10 недель 2020 года с долей 23,3 %. В том же году в России были заключены 74 государственных контракта на поставку «Ингавирина» общей суммой больше 201 миллиона рублей. По данным DSM-group, в 2020 году препарат занял четвёртое место по объёму полученной производителем прибыли среди всех препаратов на российском фармацевтическом рынке.
В августе 2022 года Минздрав России добавил имидазолилэтанамид пентандиовой кислоты в рекомендации по лечению коронавирусной инфекции.

## Фармакологические свойства

### Фармакокинетика
Фармакокинетика у человека для лекарственного препарата «Ингавирин» изучена в двух клинических исследованиях. В инструкции по применению приведены данные, полученные в том числе in vitro и in vivo.
| Инструкция к «Дикарбамину»                              | Инструкция к «Ингавирину»                                 |
| ------------------------------------------------------- | --------------------------------------------------------- |
| Через 10 минут после приёма определяется в плазме крови | —                                                         |
| Равномерно распределяется по органам                    |                                                           |
| Максимальная концентрация достигается через 30 минут    |                                                           |
| Концентрация снижается через 2 часа                     | Концентрация медленно снижается к 24 часам                |
| —                                                       | Среднее время удержания в крови составляет 37,2 ч         |
| Не метаболизируется, выводится в неизменном виде        |                                                           |
| Значительная доля препарата выводится с мочой           | 77 % выводится через кишечник, 23 % через почки (с мочой) |

### Фармакодинамика
Согласно описанию препарата «Дикарбамин», имидазолилэтанамид пентандиовой кислоты ускоряет дифференцировку и созревание нейтрофилов на стадии образования гранул, что даёт гематопротекторный эффект.
Согласно описанию препарата «Ингавирин», он эффективен в отношении возбудителей ОРВИ (вирусов гриппа типов A и B, аденовируса, вируса парагриппа, респираторно-синцитиального вируса, а в доклинических испытаниях (то есть проверено не у человека) — коронавируса, метапневмовируса и энтеровирусов), «вызывает повышение уровня интерферона в крови до физиологической нормы». Согласно инструкции, препарат также обладает противовоспалительной активностью.
По данным исследования, проведённого в 2016 г. учёными из России и Австрии, «введение препарата „Ингавирин“ усиливает ослабленную вирусом передачу интерферонового сигнала внутри клетки, что может объяснить повышение способности клеток к раннему распознаванию вирусной инфекции и формированию антивирусного статуса эпителиальных клеток, ведущему к ограничению распространения вируса во время инкубационного периода. Важной находкой является тот факт, что усиление интерферонового сигналинга происходит только в эпителиальных клетках, поражённых вирусом».
Согласно тексту инструкции по применению «Ингавирина», «противовирусный механизм его действия связан с подавлением репродукции вируса на этапе ядерной фазы, задержкой миграции вновь синтезированного NP-вируса из цитоплазмы в ядро», что подтверждается в научной публикации 2010 года.
Утверждается, что при исследовании на мышах прямое вирусспецифическое действие у «Ингавирина» не обнаружено. По словам доктора биологических наук И. А. Ленёвой, участвовавшей в исследованиях «Ингавирина», прямым противовирусным действием препарат не обладает. Тем не менее в одном исследовании при изучении действия препарата «Ингавирин» на белых мышах при экспериментальной гриппозной инфекции, вызванной вирусом гриппа A (H3N2), было обнаружено эффективное подавление препаратом образования вирусспецифического гемагглютинина в органе-мишени.
Согласно исследованиям, а также методическим рекомендациям Минздрава, имидазолилэтанамид пентандиовой кислоты действует на уровне инфицированных клеток за счёт активации факторов врождённого иммунитета, подавляемых вирусными белками. Он подавляет продукцию ключевых провоспалительных цитокинов (фактора некроза опухоли (TNF-α), интерлейкинов (IL-1β и IL-6)) снижением активности миелопероксидазы. При этом состояние и физиология здоровых клеток не изменяются.

## Исследования
В 2016 году отмечалось, что по «Ингавирину» существует одно клиническое исследование уровня доказательности B и семь клинических исследований уровня доказательности C.

## Эффективность
В обзорах Кохрейновской библиотеки медицинских исследований отсутствуют статьи, подтверждающие эффективность «Ингавирина». PubMed находит 59 статей и исследований, посвящённых испытаниям препарата при различных заболеваниях. Также его нет в списках лекарств, рекомендованных Всемирной организацией здравоохранения.
Российские клинические исследования проводились одним и тем же коллективом, и, по мнению Шишковой В. Н., высказанному в 2016 году, их качество сомнительно. В зарубежных исследованиях препарат и его действующее вещество долгое время не изучались. Летом 2020 года вышла статья чешских учёных, в которой высказано предположение о возможности применения «Ингавирина» при лечении коронавируса.
В клиническом исследовании 2008 года проверялась эффективность «Ингавирина» у больных неосложнённым гриппом при применении с первых 36 часов заболевания в сравнении с «Арбидолом» и плацебо параллельно с симптоматической терапией. «Ингавирин» оказался лучше «Арбидола» для снижения симптомов, больные субъективно отмечали лучший эффект от лечения им. Инструментальные методы в этом исследовании применялись только при отборе пациентов (лабораторно подтверждённый неосложнённый грипп, отсутствие хронических заболеваний) и для определения уровня интерферонов. Процедуры приёма «Арбидола» и «Ингавирина» отличались: «Арбидол» принимали 4 раза в сутки, «Ингавирин» — один раз.

## Показания к применению
Согласно инструкции к «Дикарбамину», имидазолилэтанамид пентандиовой кислоты показан для гематопротекции онкологических больных, получающих химиотерапию.
Согласно инструкции к «Ингавирину», имидазолилэтанамид пентандиовой кислоты показан для лечения гриппа А и В и других ОРВИ у взрослых и детей от 6 месяцев, а также для профилактики гриппа А и В и других ОРВИ у взрослых и детей от 3 лет.

## Противопоказания
Согласно инструкциям к препаратам, противопоказаниями являются: повышенная чувствительность к действующему веществу и любым компонентам препарата; дефицит сахаразы/изомальтазы, непереносимость фруктозы, глюкозо-галактозная мальабсорбция; беременность; период грудного вскармливания; детский возраст до 6 месяцев при лечении гриппа и ОРВИ, детский возраст до 3 лет при профилактике гриппа и ОРВИ.
По замечанию Шишковой В. Н. в 2016 году в обзорной статье «Возможности современных препаратов в профилактике и лечении ОРВИ и гриппа», из-за недоказанной безопасности препарата назначать его нужно с большой осторожностью, особенно при риске развития осложнений.

## Побочные действия
Согласно инструкциям к «Дикарбамину» и к «Ингавирину», имидазолилэтанамид пентандиовой кислоты в редких случаях вызывает аллергическую реакцию (в виде кожной сыпи — «Дикарбамин»), других побочных действий нет.
В клинических исследованиях препарата побочные эффекты, как правило, вообще не наблюдались, что, по мнению Шишковой В. Н., косвенно свидетельствует об отсутствии регистрации побочных эффектов в отечественных исследованиях. Например, в клиническом исследовании 2008 года побочные действия не наблюдались, авторы сделали вывод о хорошем профиле безопасности и переносимости «Ингавирина». В англоязычном реферате этого исследования (Колобухина и др., 2009), несмотря на отсутствие побочных эффектов во всех группах (витаглутам, плацебо, умифеновир), делается вывод «о меньшей токсичности» витаглутама.
Н. А. Геппе, д. м. н, профессор, заявляет, что действие препарата «Ингавирин» осуществляется только в инфицированных клетках, поэтому состояние и физиология незаражённых клеток не изменяются. Это обеспечивает безопасность и хорошую переносимость препарата.

## Критика
Заместитель председателя Формулярного комитета РАМН Павел Воробьёв в 2011 г. считал «Ингавирин» одним из лекарств-пустышек, которые не оказывают необходимого лекарственного эффекта.
По словам К. Данишевского, высказанным им в 2010 г., когда он был президентом «Общества специалистов доказательной медицины», у «Ингавирина» нет серьёзных доказательств эффективности и производители не получат разрешение для продажи его в страны, где есть нормальные критерии безопасности и эффективности.
По словам В. Власова (доктор медицинских наук, профессор, член Формулярного комитета), высказанным им в 2015 году, в интервью журналу «Эксперт», «Ингавирин» выбросили на рынок во время эпидемии свиного гриппа без проверки эффективности против этой инфекции, производители воспользовались моментом высокого спроса. По его мнению, на 2015 год не было доказательств эффективности этого препарата против гриппа. Когда на рынке появилась детская форма препарата, исследования, доказывающие эффективность и безопасность, так и не были опубликованы.
Медицинский журналист Карен Шаинян в 2012 году утверждал, что у «Ингавирина», как и у некоторых других препаратов, есть авторитетный покровитель (академик или чиновник Минздрава), широкая рекламная кампания, ареал в пределах России и бывшего Советского Союза, отсутствие доказательной базы на уровне мировых стандартов.
В статье Ушкаловой Е. «Лидеры продаж безрецептурных препаратов и проблемы их безопасности», вышедшей в 2014 году, указывается, что при сравнении эффективности на мышах «Ингавирин» проявил противовирусное действие с меньшей эффективностью по гриппозной пневмонии, чем у «Арбидола» и римантадина, на основе чего авторы исследования пришли к выводу об отсутствии прямого вирусспецифического действия «Ингавирина» и предположили, что его эффективность обусловлена «иными фармакологическими свойствами».

## Комментарии
1. ↑  Редкие аллергические реакции — 1 случай на 1000−10000 применений.

## Документы
- Регистрационное удостоверение. номер ЛСР-000017. Государственный реестр лекарственных средств. Минздрав РФ (27 марта 2007). Дата обращения: 15 июня 2019.
- Регистрационное удостоверение. номер ЛСР-006330/08. Государственный реестр лекарственных средств. Минздрав РФ (7 августа 2008). Дата обращения: 15 июня 2019.
- Регистрационное удостоверение. номер ЛСР-003762/08. Государственный реестр лекарственных средств. Минздрав РФ (16 мая 2008). Дата обращения: 15 июня 2019.
- Письмо Министерства здравоохранения РФ от 12 мая 2014 г. № 20-3/2036504 «Решение об отмене государственной регистрации лекарственного препарата и исключении его из государственного реестра лекарственных средств». Гарант. Дата обращения: 31 марта 2015. Архивировано 2 апреля 2015 года.
- Инструкция по медицинскому применению препарата Ингавирин® // Государственный реестр лекарственных средств. — Минздрав РФ, 2018. — 2 апреля.
- Инструкция по медицинскому применению препарата Дикарбамин® // Государственный реестр лекарственных средств. — Минздрав РФ, 2008. — 16 мая.

### Публикации исследований с участием сотрудников ООО «Валента Фармацевтика» и аффилированных с ним
- Логинова, С. Я. Изучение профилактической эффективности нового отечественного препарата Ингавирин в отношении возбудителя гриппа А (H3N2) : Филиал ФГУ «48 Центральный научно-исследовательский институт Министерства обороны Российской Федерации» — «Вирусологический центр», Сергиев Посад; ОАО «Валента Фармацевтика», Москва : [арх. 25 июля 2019] / С. Я. Логинова, С. В. Борисевич, В. А. Максимов … [и др.] // Антибиотики и химиотерапия. — 2008. — № 53. — С. 11−12.
- Zarubaev, Vladimir V. Activity of Ingavirin (6-(2-(1H-Imidazol-4-yl)ethylamino)-5-oxo-hexanoic Acid) Against Human Respiratory Viruses in in Vivo Experiments :  [англ.] / Vladimir V. Zarubaev, Angelica V. Garshinina, Nelly A. Kalinina … [et al.] // Pharmaceuticals. — 2011. — Vol. 4, no. 12. — С. 1518−1534. — [Исследование проведено сотрудниками Института Гриппа (СПб.) и ООО «Валента Фармацевтик»а (Москва)]. — doi:10.3390/ph4121518.
- Ашахер, Томас. Влияние препарата Ингавирин® (имидазолилэтанамида пентандиовой кислоты) на интерфероновый статус клеток в условиях вирусной инфекции : ООО «Фарминтерпрайсез», Москва; Отделение хирургии Медицинского университета Вены, Австрия / Томас Ашахер, Артем Крохин, Ирина Кузнецова … [и др.] // Эпидемиология и инфекционные болезни : журн. — 2016. — Т. 21, № 4. — С. 196–205. — УДК 615.281.8.015.44(G). — doi:10.18821/1560-9529-2016-21-4-196-205.